# 7,5 cm Leichtgeschütz 40
El 7,5 cm Leichtgeschütz 40 (cañón ligero, en alemán) era un cañón sin retroceso empleado por el Ejército alemán durante la Segunda Guerra Mundial.

## Historia
La firma Rheinmetall empezó a desarrollar cañones sin retroceso en 1937, para poder proveer a las tropas aerotransportadas con un arma pesada de apoyo que pudiera lanzarse en paracaídas o ser aerotransportada. Tanto Krupp como Rheinmetall compitieron por obtener contratos de producción, siendo la segunda empresa la ganadora. Inicialmente producidos con la denominación de LG 1, esta fue rápidamente cambiada a LG 40 para adecuarse al sistema de "año de origen" empleado en aquel entonces.

## Problemas de diseño
Una característica común a todos los cañones sin retroceso alemanes era el empleo de proyectiles comunes, aunque con diferentes casquillos para poder enfrentar los problemas relacionados con las armas sin retroceso.
Este cañón empleaba los proyectiles HE del cañón de montaña Gebirgsgeschütz 36 y los proyectiles antitanque del 7,5 cm FK 16 nA (Cañón de Campo, Nuevo Modelo). Esto indicaba que su munición no podía optimizarse para beneficiar de las características de las armas sin retroceso. Por otra parte, ahorró un considerable tiempo de investigación y facilitó la producción y el empleo de los proyectiles ya existentes, con un considerable ahorro de recursos.
Después de que el Leichtgeschütz entrara en combate, se hicieron evidentes dos problemas. Los gases expulsados a través de los escapes del cerrojo podían bloquearlo por el hollín que se depositaba en ellos, pero para remediar esto se necesitaba rediseñar todo el cerrojo y no era indicado interrumpir la línea de producción o reconstruir los cañones existentes. El segundo problema era más importante, ya que el afuste empezaba a desarmarse tras unos 300 disparos. Esto se debía principalmente al torque infligido al afuste cuando el proyectil era forzado a rotar por las estrías del ánima del cañón y al desgaste de los escapes producido por los gases del disparo. Esto podía remediarse mediante la soldadura de guías curvadas en dirección opuesta al estriado del cañón dentro de los escapes, lo cual contrarrestaría el torque ejercido por el proyectil y reduciría el desgaste del afuste.

## Historial de combate

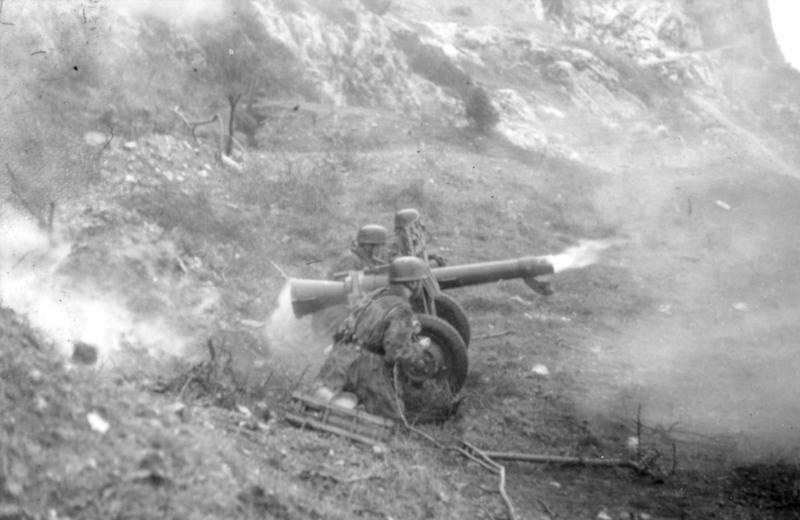
Dos Fallschirmjäger disparando un LG 40.

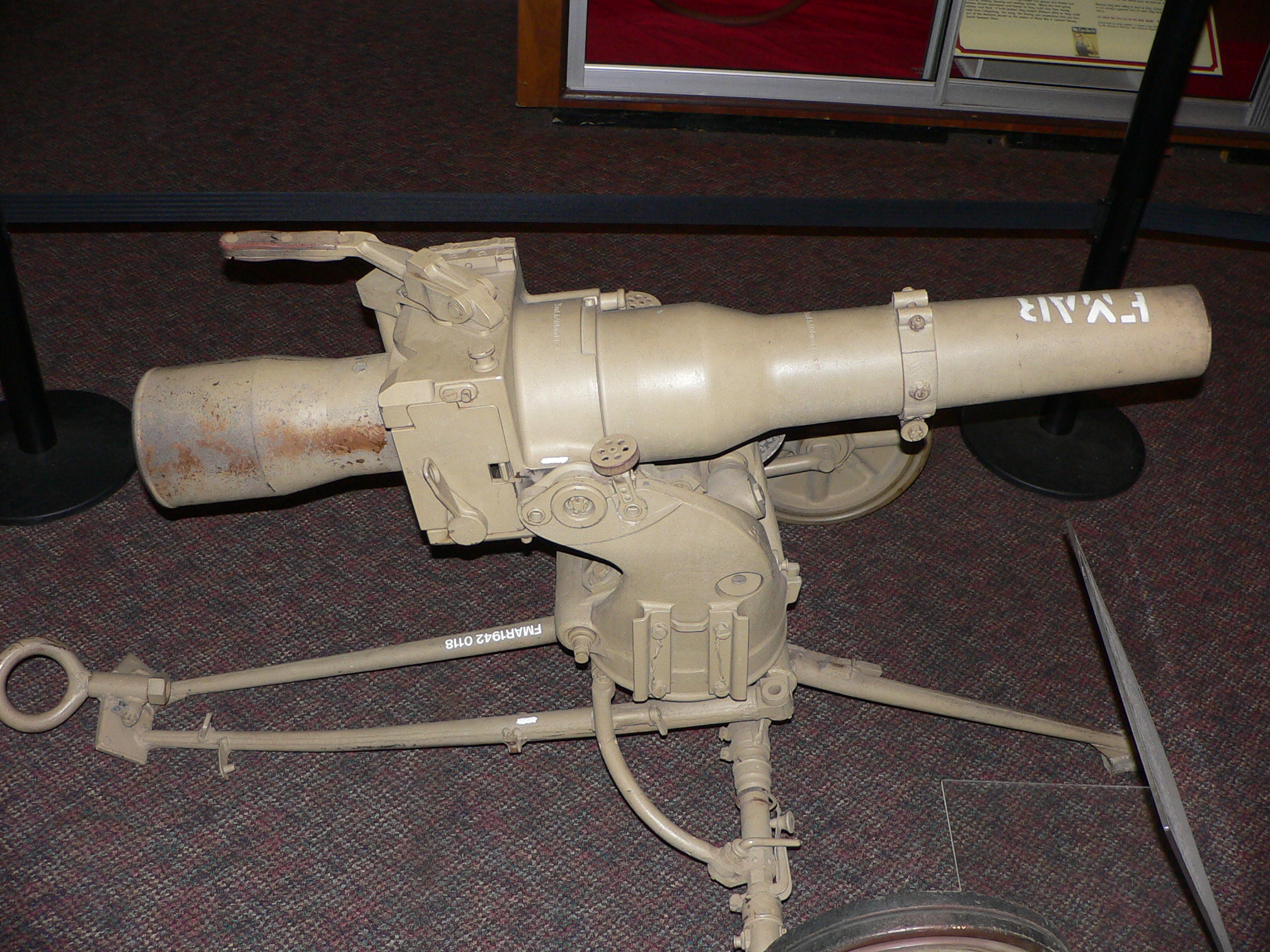
El LG 40 del Museo de artillería del Ejército de los Estados Unidos (Terreno de pruebas de Aberdeen, Maryland).

El LG 40 fue empleado por primera vez en combate durante la Batalla de Creta, donde al parecer equipó al 2. Batterie/Fallschirmjäger-Artillerie-Abteilung (2.º Batallón de Artillería Aerotransportada, en alemán). Fue ampliamente empleado por las unidades paracaidistas, tanto de la Luftwaffe como del Waffen-SS durante la guerra. El 500.º Batallón Fallschirmjäger SS empleó 4 de estos cañones durante el asalto al cuartel general de Josip Broz Tito en Drvar.
Los Gebirgsjäger (tropas de montaña) alemanes también apreciaban su ligereza, empleando un cierto número de cañones sin retroceso LG 40 en las batallas que tuvieron lugar en las Montañas del Cáucaso durante el verano y el otoño de 1942.